# 富田辰郎
富田辰郎（とみた たつろう、1952年1月23日 - ）は日本の財務官僚。神戸税関長、国税不服審判所次長などを務めた。

## 来歴
埼玉県川口市出身（父は千葉県、母は埼玉県）。開成高等学校、東京大学経済学部経済学科卒業。東大経済学部経済学科在学中に国家公務員上級甲種試験（経済）を合格。1974年4月 大蔵省入省（大臣官房文書課）。1977年7月 関税局企画課。1979年7月 伊勢崎税務署長。1983年5月から1986年6月まで外務省在フランス大使館に勤務。東京国税局調査第一部長、徳島県総務部長などを経て、環境庁自然保護局企画調整課長、環境庁企画調整局企画調整課長を務める。2000年6月30日 神戸税関長。2002年7月9日 国税不服審判所次長。2004年7月2日 退官。2008年6月20日 日本貨物鉄道監査役。2022年瑞宝中綬章受章。

## 職歴
- 1974年4月：大蔵省入省（大臣官房文書課）[2]。
- 1976年7月：名古屋国税局調査査察部。
- 1977年7月：関税局企画課。
- 1979年7月：伊勢崎税務署長。
- 1980年7月：証券局総務課長補佐（企画・調査）[3]。
- 1982年7月：証券局付（外務研修）[2]。
- 1983年5月：外務省在フランス大使館二等書記官。
- 1986年6月：理財局資金第二課長補佐。
- 1989年6月：大臣官房企画官 兼 理財局資金第一課。
- 1990年7月：東京国税局調査第一部長。
- 1992年7月：徳島県総務部長。
- 1994年6月：大臣官房付。
- 1994年7月：関税局管理課長。
- 1995年8月：理財局資金第二課長。
- 1996年7月：理財局国庫課長。
- 1997年7月：環境庁自然保護局企画調整課長。
- 1998年6月：環境庁企画調整局企画調整課長。
- 2000年6月30日：神戸税関長。
- 2002年7月9日：国税不服審判所次長。
- 2004年7月2日：退官。
- 2022年：瑞宝中綬章受章[4]。